# Вольдемар (князь Липпе)
Гюнтер Фридрих Вольдемар Липпский (нем. Günther Friedrich Woldemar 18 апреля 1824, Детмольд — 20 марта 1895, там же) — князь Липпе.

## Биография
Вольдемар — второй сын князя Леопольда II Липпского. Служил в прусской армии, вышел в отставку в звании генерала кавалерии. Наследовал своему брату Леопольду III Липпскому в возрасте 51 года и в чрезвычайно неблагоприятной политической обстановке борьбы за конституционные права. 13 января 1876 года Вольдемар назначил Августа Эшенбурга председателем кабинета министров и поставил перед ним задачу восстановления конституционного порядка. Эшенбургу удалось созвать работоспособный ландтаг, побудить дворянство отказаться от своих сословных привилегий и тем самым найти в стране согласие. Всячески поддерживая правительство, Вольдемар одновременно настаивал при каждом удобном случае на своих суверенных правах.
19 ноября 1858 года Вольдемар Липпский женился на принцессе Софии Баденской (1834—1904), дочери Вильгельма Баденского. У супругов не было детей, брат Вольдемара Александр был признан недееспособным, в Липпе созревал кризис наследования. Вольдемар хотел, чтобы Липпе унаследовал представитель правящей династии, и поэтому в своём завещании назначил наследником принца Адольфа Шаумбург-Липпского, зятя императора Вильгельма II. Это завещание привело к серьёзному конфликту между потенциальными наследниками, привлекшему в последующем десятилетии внимание всей мировой общественности.